# Corps mamillaires

Vue 3D des corps mamillaires (en rouge).

Les corps mamillaires (tubercules mamillaires) sont deux complexes nucléaires appartenant à l'hypothalamus. Ils sont visibles sur une vue ventrale de l'encéphale au niveau de l'espace perforé postérieur. Les corps mammilaires représentent la terminaison antérieure du fornix. Ils font partie du circuit de Papez et ainsi du système limbique, ils jouent un rôle très important dans la mémoire.
Les drogues conduisant à un hypofonctionnement des aires cérébrales peuvent amener à la dégénérescence des corps mamillaires conduisant ainsi à une amnésie profonde.
Interviennent principalement dans le reflexe olfactif.